# Dysstroma modesta
Dysstroma modesta là một loài bướm đêm trong họ Geometridae.